# Liga Campionilor EHF Feminin 2019-2020 - fazele eliminatorii
Acest articol descrie fazele eliminatorii ale Ligii Campionilor EHF Feminin 2019-2020.

## Echipe calificate
Echipele clasate pe primele patru locuri din fiecare grupă principală au avansat în fazele eliminatorii. Pe 26 iunie 2020, EHF a anunțat că fazele eliminatorii, cuprinzând sferturile de finală și Final 4, au fost anulate din cauza pandemiei de coronaviroză.
| Grupă | Locul 1           | Locul al 2-lea          | Locul al 3-lea | Locul al 4-lea     |
| ----- | ----------------- | ----------------------- | -------------- | ------------------ |
| 1     | Metz Handball     | Team Esbjerg            | Rostov-Don     | CSM București      |
| 2     | Győri Audi ETO KC | Brest Bretagne Handball | ŽRK Budućnost  | SCM Râmnicu Vâlcea |

## Format
În sferturile de finală, echipele clasate pe primul loc în fiecare grupă principală ar fi trebuit să joace împotriva echipelor de pe locul al patrulea din cealaltă grupă principală, iar echipele clasate pe al doilea loc împotriva celor clasate pe locul al treilea. Câștigătoarele sferturilor de finală urmau să avanseze în Final four, iar o tragere la sorți ar fi stabilit felul cum ar fi fost apoi distribuite echipele în semifinale.

## Sferturile de finală
| Echipa 1           | Scor gen. | Echipa 2                | Tur     | Retur     |
| ------------------ | --------- | ----------------------- | ------- | --------- |
| SCM Râmnicu Vâlcea | Anulat    | Metz Handball           | 3–5 apr | 10–12 apr |
| CSM București      | Anulat    | Győri Audi ETO KC       | 3–5 apr | 10–12 apr |
| ŽRK Budućnost      | Anulat    | Team Esbjerg            | 3–5 apr | 10–12 apr |
| Rostov-Don         | Anulat    | Brest Bretagne Handball | 3–5 apr | 10–12 apr |

### Tur
| 3–5 aprilie 2020 | SCM Râmnicu Vâlcea | Anulat | Metz Handball | Sala Sporturilor „Traian”, Râmnicu Vâlcea |
| 3–5 aprilie 2020 | (−)                |        |               | Sala Sporturilor „Traian”, Râmnicu Vâlcea |
| 3–5 aprilie 2020 | Raport             |        |               | Sala Sporturilor „Traian”, Râmnicu Vâlcea |

| 3–5 aprilie 2020 | CSM București | Anulat | Győri Audi ETO KC | Sala Polivalentă, București |
| 3–5 aprilie 2020 | (−)           |        |                   | Sala Polivalentă, București |
| 3–5 aprilie 2020 | Raport        |        |                   | Sala Polivalentă, București |

| 3–5 aprilie 2020 | ŽRK Budućnost | Anulat | Team Esbjerg | Centrul Sportiv Morača, Podgorica |
| 3–5 aprilie 2020 | (−)           |        |              | Centrul Sportiv Morača, Podgorica |
| 3–5 aprilie 2020 | Raport        |        |              | Centrul Sportiv Morača, Podgorica |

| 3–5 aprilie 2020 | Rostov-Don | Anulat | Brest Bretagne HB | Palatul Sporturilor, Rostov-pe-Don |
| 3–5 aprilie 2020 | (−)        |        |                   | Palatul Sporturilor, Rostov-pe-Don |
| 3–5 aprilie 2020 | Raport     |        |                   | Palatul Sporturilor, Rostov-pe-Don |

### Retur
| 10–12 aprilie 2020 | Metz Handball | Anulat | SCM Râmnicu Vâlcea | Palais omnisport Les Arènes, Metz |
| 10–12 aprilie 2020 | (−)           |        |                    | Palais omnisport Les Arènes, Metz |
| 10–12 aprilie 2020 | Raport        |        |                    | Palais omnisport Les Arènes, Metz |

| 10–12 aprilie 2020 | Győri Audi ETO KC | Anulat | CSM București | Audi Aréna, Győr |
| 10–12 aprilie 2020 | (−)               |        |               | Audi Aréna, Győr |
| 10–12 aprilie 2020 | Raport            |        |               | Audi Aréna, Győr |

| 10–12 aprilie 2020 | Team Esbjerg | Anulat | ŽRK Budućnost | Blue Water Dokken, Esbjerg |
| 10–12 aprilie 2020 | (−)          |        |               | Blue Water Dokken, Esbjerg |
| 10–12 aprilie 2020 | Raport       |        |               | Blue Water Dokken, Esbjerg |

| 10–12 aprilie 2020 | Brest Bretagne HB | Anulat | Rostov-Don | Brest Arena, Brest |
| 10–12 aprilie 2020 | (−)               |        |            | Brest Arena, Brest |
| 10–12 aprilie 2020 | Raport            |        |            | Brest Arena, Brest |

## Final four
Formatul final cu patru echipe (Final four) urma să fie găzduit de Sala Sporturilor László Papp din Budapesta, Ungaria, pe 9 și 10 mai 2020.
|  | Semifinalele                       | Semifinalele |  |  | Finala | Finala |
|  |                                    |              |  |  |        |        |
|  | 9 mai 2019 septembrie 2020 Anulat  |              |  |  |        |        |
|  |                                    |              |  |  |        |        |
|  |                                    |              |  |  |        |        |
|  | 10 mai 2019 septembrie 2020 Anulat |              |  |  |        |        |
|  |                                    |              |  |  |        |        |
|  |                                    |              |  |  |        |        |
|  | 9 mai 2019 septembrie 2020 Anulat  |              |  |  |        |        |
|  |                                    |              |  |  |        |        |
|  |                                    |              |  |  |        |        |
|  |                                    |              |  |  |        |        |
|  |                                    |              |  |  |        |        |
|  | Finala mică                        |              |  |  |        |        |
|  |                                    |              |  |  |        |        |
|  | 10 mai 2019 septembrie 2020 Anulat |              |  |  |        |        |
|  |                                    |              |  |  |        |        |
|  |                                    |              |  |  |        |        |
|  |                                    |              |  |  |        |        |
|  |                                    |              |  |  |        |        |

### Semifinalele
| 9 mai 2020 | '      | Anulat | ' | Sala Sporturilor László Papp, Budapesta |
| 9 mai 2020 | (−)    |        |   | Sala Sporturilor László Papp, Budapesta |
| 9 mai 2020 | Raport |        |   | Sala Sporturilor László Papp, Budapesta |

| 9 mai 2020 | '      | Anulat | ' | Sala Sporturilor László Papp, Budapesta |
| 9 mai 2020 | (−)    |        |   | Sala Sporturilor László Papp, Budapesta |
| 9 mai 2020 | Raport |        |   | Sala Sporturilor László Papp, Budapesta |

### Finala mică
| 10 mai 2020 | ÎSF1   | Anulat | ÎSF2 | Sala Sporturilor László Papp, Budapesta |
| 10 mai 2020 | (−)    |        |      | Sala Sporturilor László Papp, Budapesta |
| 10 mai 2020 | Raport |        |      | Sala Sporturilor László Papp, Budapesta |

### Finala
| 10 mai 2020 | CSF1   | Anulat | CSF2 | Sala Sporturilor László Papp, Budapesta |
| 10 mai 2020 | (−)    |        |      | Sala Sporturilor László Papp, Budapesta |
| 10 mai 2020 | Raport |        |      | Sala Sporturilor László Papp, Budapesta |